# Jan Procházka
Jan Procházka (* 4. Februar 1929 in Ivančice; † 20. Februar 1971 in Prag) war ein tschechischer Schriftsteller.
Er schrieb Kinderbücher, Romane und Filmdrehbücher. Procházka war eine der bekanntesten Persönlichkeiten des „Prager Frühlings“. Für Es lebe die Republik erhielt er 1969 den Deutschen Jugendliteraturpreis, durfte ihn aber nie annehmen. Sein Kinderbuch Der Karpfen wurde für den Deutschen Jugendliteraturpreis 1975 nominiert. 
Seine Töchter Lenka Procházková (* 24. März 1951 in Olmütz) und Iva Procházková (* 13. Juni 1953 in Olmütz) wurden ebenfalls preisgekrönte Schriftstellerinnen. 

## Kinderbücher
- Es lebe die Republik. Georg Bitter Verlag, Recklinghausen 1969.
- Lenka, mit Illustrationen von Edith Schindler. Georg Bitter Verlag, Recklinghausen 1969. Taschenbuchausgabe: (dtv junior 7017) dtv, München 1975, ISBN 3-423-07017-X.
- Der Karpfen, mit Illustrationen von Frans Haacken. Georg Bitter Verlag, Recklinghausen 1974, ISBN 3-7903-0194-9. Taschenbuchausgabe: (dtv junior 7441) dtv, München 1981, ISBN 3-423-07441-8.
- Was für eine verrückte Familie, mit Illustrationen von Frans Haacken. Georg Bitter Verlag, Recklinghausen 1976, ISBN 3-7903-0218-X. Taschenbuchausgabe: (dtv junior 7431) dtv, München 1981, ISBN 3-423-07431-0.
- St. Nikolaus geht durch die Stadt, mit Illustrationen von Frans Haacken. Georg Bitter Verlag, Recklinghausen 1978, ISBN 3-7903-0250-3.

## Filmografie
- 1958: Bittere Liebe (Hořká láska)
- 1960: Leute wie du und ich (Lidé jako ty)
- 1960: Walzer für Millionen (Valčík pro milión)
- 1961: Fesseln (Pouta)
- 1961: Igelfreundschaft (Uprchlík)
- 1962: Das Mädchen und der schwarze Hengst (Trápení)
- 1962: Die schwarze Dynastie (Černá dynastie)
- 1962: Himmel ohne Geigen (Život bez kytary)
- 1962: Schwindelgefühl (Závrať)
- 1963: Am Seil (Na laně)
- 1964: Hoffnung (Naděje)
- 1964: Erzählungen über Kinder (Povídky o dětech)
- 1964: Nachmittags im Park (Vysoká zeď)
- 1965: Der lächelnde Todesengel (Anděl blažené smrti)
- 1965: Es lebe die Republik (Ať žije republika)
- 1966: Wagen nach Wien (Kočár do Vídnĕ)
- 1967: Unsere verrückte Familie (Naše bláznivá rodina)
- 1968: Weihnachten mit Elisabeth (Vánoce s Alžbětou)
- 1969: Ein lächerlicher, alter Herr (Směšný pán)
- 1969: Majestäten und Kavaliere (Slasti Otce vlasti)
- 1970: Das Ohr (Ucho)
- 1970: Auf dem Kometen (Na kometě)
- 1970: Und wieder spring’ ich über Pfützen (Už zase skáču přes kaluže)